# 年代勢利
年代勢利（英語：chronological snobbery）是一種起源謬誤，主張某個想法、科學或藝術起於較早的年代，必然不如現今的好，或者认为由于文明在某些领域的进步，较早时期的人就没有那么聪明。该词由C·S·刘易斯和欧文·巴菲尔德创造，C·S·刘易斯在1955年的自传作品《惊喜之旅》（Surprised by Joy）中首次提到。。
其常見形式如下：
A是一個古老的說法，當時人們也認為B。
我們現在都知道B是錯的。
因此，當時人們認為的A是錯的。

## 解释
据巴菲尔德解释，年代势利是这样的一种信念：“在智力上，人类在各种关键问题上的最幼稚的错误中煎熬了无数代人，直到上个世纪的一些简单的科学论断将其救赎。”
年代势利的一个表现是，“中世纪”一词一般被视为倒退。

## 相關概念
- 訴諸傳統：主張某想法行之有年，因此是好的。
- 訴諸新潮：主張某想法是新時代的潮流，因此是好的。